# Nick Offerman
Nicholas David Offerman (født 26. juni 1970) er en amerikansk skuespiller, forfatter, komiker, producer og professionel tømrer. Han er bedst kendt for sin rolle som Ron Swanson i NBC' sitcom Parks and Recreation, for hvilken han modtog Television Critics Association Award for "Individual Achievement in Comedy" og blev to gange nomineret til Critics' Choice Television Award for bedste mandlige birolle i en komedie serie. Offerman er også kendt for sin rolle i The Founder, hvor han portrætterer Richard McDonald, en af brødrene der opstartede fastfood-kæden McDonald's. Hans første store tv-rolle efter afslutningen på Parks and Recreation var som Karl Weathers i anden sæson af FX' sorte komedie- krimidramaserie Fargo, for hvilken han modtog en nominering til Critics' Choice Television Award for bedste mandlige birolle i en film/miniserie. Siden 2018 har Offerman været vært for NBC reality-konkurrenceprogrammet, Making It, sammen med Amy Poehler; han og Poehler har modtaget to nomineringer til Primetime Emmy Award for fremragende vært for et reality- eller konkurrenceprogram.
Offerman har medvirket som executive producer på filmen The House of Tomorrow, hvor han også optrdåte. Han har lagt stemme til de engelsksprogede versioner af The Lego Movie, Hotel Transylvania 2, Sing, Ice Age: Collision Course og The Lego Movie 2: The Second Part. Senest har Offerman været vært på Have A Good Trip: Adventures in Psychedelics på Netflix.

## Opvækst
Offerman blev født i Joliet, Illinois, og voksede op i det nærliggende Minooka. Han er søn af Cathy (født Roberts), en sygeplejerske, og Ric Offerman, som underviste i samfundsfag på en folkeskole i den nærliggende Channahon.   Offerman blev opdraget i den katolske tro.  Offerman gik på Minooka Community High School.  Han afsluttede Universit of Illinois med en Bachelor of Fine Arts i 1993.  Det år var han og en gruppe medstuderende med til at stifte Defiant Theatre, en Chicago-baseret teatertrup.

## Karriere

### Skuespil
Offerman boede i Chicago i midten af 1990'erne, hvor han optrådte med teaterkompagnier som Steppenwolf, Goodman og Wisdom Bridge. Hos Steppenwolf arbejdede han også som kampkoreograf og tømrermester. I løbet af denne tid mødte Offerman Amy Poehler, som var stor del af Chicagos improkomediescene.
I 2003 giftede han sig med Will & Grace-skuespillerinden Megan Mullally. Offerman har også optrådt i hendes talkshow, The Megan Mullally Show. Samtidig begyndte han at optræde på tv som blikkenslager i Will & Grace i seriens fjerde sæsons Thanksgiving-afsnit, i The King of Queens, i tre afsnit af 24 og i et afsnit af The West Wing. Før Parks and Recreation var hans mest fremtrædende rolle som fabriksarbejderen og Benny Lopez' kæreste Randy McGee på George Lopez. Han optrådte to gange på Gilmore Girls, i 2003's "The Festival of Living Art" og 2005's "Always a Godmother, Never a God" og i tredje sæsonens afsnit af Monk, "Mr. Monk and the Election" som en kampagnemedhjælper til Natalie Teeger. I 2007 medvirkede Offerman i Comedy Central-serien American Body Shop.
I 2009 tilbød The Office-producerne Michael Schur og Greg Daniels Offerman en fast birolle i deres NBC-sitcom Parks and Recreation: Ron Swanson, den stålfaste, regeringshadende, libertariske leder af Pawnees parkafdeling og chef for Amy Poehlers karakter Leslie Knope. Slate Magazine erklærede Offerman "Parks and Recreations hemmelige våben", og sagde, at han hyppigt stjal scener og 'har et talent til underspillet fysisk komik.'  Rollen væver modsætninger og politisk filosofi sammen med menneskeligheden, mens den intense libertære filosofi, karakteren tror på, ofte spilles ud mod den lige så intense socialliberalisme og "dengsede-mentalitet i Poehlers karakter. Offerman sagde, at understøttende figurer såsom hans figur i Parks and Recreation er idelle roller for ham, og at han får særlig inspiration fra pastor Jim Ignatowski, Christopher Lloyds karakter i sitcommen Taxi.
Offerman har også været med i Adult Swim-serien Childrens Hospital med Rob Corddry og Rob Huebel. Han lagde stemme til Axe Cop i tegneserien af samme navn, der havde premiere den 27. juli 2013.  Samme år portrætterede Offerman Johnny Cool i "Boston"-afsnittet af Derek Waters' Drunk History på Comedy Central. I 2014 spillede han en kærlighedssyg tysk talkshowvært i The Decemberists' video, Make You Better. Samme år medvirkede han også i en kortfilm The Gunfighter instrueret af Eric Kissack. Nick havde rollen som filmens fortæller, hvor skuespillerne i filmen bryder den fjerde væg og er i stand til at høre fortælleren. 
Offerman kan kort ses på det store lærred som bygningsarbejder i City of Angels (1998) og senere i andre film som November (2004), Cursed (2005), Miss Congeniality 2: Armed and Fabulous (2005), Sin City (2005), The Men Who Stare at Goats (2009) og The Kings of Summer (2013). Han optrådte også i 2006-filmen Wristcutters: A Love Story som en betjent, der forsøger at arrestere Shannyn Sossamons karakter, Mikal. I 2012 optrådte han med to filmroller, som 21 Jump Streets vicechef Hardy og i Casa de Mi Padre som DEA Agent Parker. Han genoptog sin rolle som vicechef Hardy i 22 Jump Street to år senere. Derudover medvirkede han i og producerede en uafhængig film, Somebody Up There Likes Me (2012), der er optaget i Austin, Texas. Han optrådte i 2013-komedien We're the Millers, med Jason Sudeikis og Jennifer Aniston, og lagde stemme til MetalBeard i The Lego Movie. Offerman skabte og medvirkede i punkbandet FIDLARs 2013-video til deres sang "Cocaine". Offerman spillede også en alkoholisk universitetsvejleder i Believe Me. Han havde også den tilbagevendende rolle som Karl Weathers i anden sæson af Fargo (2015). Offerman lagde stemme til bedstefar Mike siden af hans hustru Megan Mullally, der lagde stemme til bedstemor Linda i Hotel Transylvania 2 (2015). Han portrætterede grundlæggeren af McDonald's, Dick McDonald, i The Founder (2016). Offerman medvirkede også i det alternative rockband They Might Be Giants' 2018-video til deres sang "The Greatest. 

### Håndværk
Offerman er udover skuespil også professionel bådebygger og har en sidevirksomhed som træhåndværker. Han laver møbler og andre trækonstruktioner, som kanoer og både i hans træværksted. Han udgav en instruktions-DVD i 2008 med titlen Fine Woodstrip Canoe Building med Nick Offerman, instrueret af Jimmy DiResta. DiRestas betaling for at optage DVD'en var en kano, som Offerman havde bygget. 

### Forfatterskab
Offerman har udgivet fire semi-selvbiografiske bøger: den første, Paddle Your Own Canoe: One Man's Fundamentals for Delicious Living blev udgivet i 2013; hans anden, Gumption: Relighting the Torch of Freedom med America's Gutsiest Troublemakers, blev udgivet 26. maj 2015; den tredje, Good Clean Fun: Misadventures in Sawdust at Offerman Woodshop, blev udgivet 18. oktober 2016. Hans fjerde bog, Where the Deer and the Antilope Play: The Pastoral Observations of One Ignorant American Who Loves to Walk Outside, blev udgivet 12. oktober 2021.

### Komedieturnér
I 2017 lancerede Offerman sin Full Bush Tour, som bestod af 28 shows på tværs af USA og Canada. Hans All Rise Tour startede den 20. juli 2019 i Thackerville og fortsatte resten af 2019 ud og nåede større byer: Chicago, San Francisco, Washington DC, Philadelphia, New York, Detroit og Atlanta.

### Teater
I 2014 spillede Offerman og Mullally sammen i off-Broadway et-aktsstykket Annapurna. De to spiller et fremmedgjort par, der genforenes en sidste gang. I 2015 medvirkede Offerman som Ignatius J. Reilly i sceneopsætningen af A Confederacy of Dunces sammen med Huntington Theatre Company. 

## Privatliv
Offerman giftede sig med skuespillerinden Megan Mullally den 20. september 2003. De fandt sammen mens de begge optrådte i The Berlin Circle,  et teaterstykke produceret af Evidence Room Theatre Company, og parret giftede sig efter 18 måneder som kærester. Inden de blev gift, optrådte Offerman i en gæsterolle på Mulallys sitcom, Will & Grace, i et Thanksgiving-afsnit fra 2001. Senere gæstede han en anden rolle i et afsnit fra 2018. Mullally havde også en tilbagevendende rolle i Offermans sitcom, Parks and Recreation som Ron Swansons anden ekskone, Tammy 2. Parret har også optrådt sammen i film som The Kings of Summer og Smashed, ligesom de sammen har haft stemmeroller i Hotel Transylvania 2, Bob's Burgers og The Great North.
Offerman og Mullally var på en live komedieturné i 2016, hvor temaet var deres sexliv.
Om han er en libertarianer som sin karakter Ron Swanson, har Offerman udtalt: "Selvom jeg beundrer filosofien bag den libertære tankegang, tror jeg, at den har vist sig at være ineffektiv i den faktiske regeringsførelse. Så nej, det er jeg ikke. Jeg er en fritænkende amerikaner." Efter at have stemt ved det demokratiske partis præsidentkandidatvalg i 2020 i hjemstaten Californien, tweetede Offerman et billede af sig selv med et "I Voted"-klistermærke og tilføjede billedteksten "#VoteWarren", med henvisning til den demokratiske senator fra Massachusetts og den daværende præsidentkandidat, Elizabeth Warren.  I juni 2020 tweetede han sin støtte til Charles Booker, en progressiv demokratisk kandidat i det amerikanske senats demokratiske primærvalg i Kentucky.

## Filmografi

### Film
| År   | Titel                                        | Rolle                          | Noter                   |
| ---- | -------------------------------------------- | ------------------------------ | ----------------------- |
| 1997 | Going All the Way                            | Wilks                          |                         |
| 1998 | City of Angels                               | Stålarbejder                   |                         |
| 1999 | Treasure Island                              | Samuel                         |                         |
| 2000 | Groove                                       | Sergeant Channahon             |                         |
| 2002 | Murder by Numbers                            | Politibetjent ved Richards hus |                         |
| 2004 | November                                     | Officer Roberts                |                         |
| 2005 | Cursed                                       | Officer                        |                         |
| 2005 | Miss Congeniality 2: Armed and Fabulous      | Karl Steele                    |                         |
| 2005 | Sin City                                     | Shlubb                         |                         |
| 2006 | Wristcutters: A Love Story                   | Cop                            |                         |
| 2007 | The Go-Getter                                | Nick the Potter                |                         |
| 2008 | Harmony & Me                                 | Meter Maid Man                 |                         |
| 2009 | The Men Who Stare at Goats                   | Scotty Mercer                  |                         |
| 2009 | Taking Chances                               | Sheriff Hoke Hollander         |                         |
| 2010 | Audrey the Trainwreck                        | David George                   |                         |
| 2010 | All Good Things                              | Jim McCarthy                   |                         |
| 2012 | Somebody Up There Likes Me                   | Sal                            | Ogs¨ producer           |
| 2012 | Smashed                                      | Dave Davies                    |                         |
| 2012 | 21 Jump Street                               | Deputy Chief Hardy             |                         |
| 2012 | Casa de Mi Padre                             | DEA Agent Parker               |                         |
| 2013 | The Kings of Summer                          | Frank Toy                      |                         |
| 2013 | In a World...                                | Heners                         |                         |
| 2013 | We're the Millers                            | Don Fitzgerald                 |                         |
| 2013 | Paradise                                     | Mr. Mannerhelm                 |                         |
| 2014 | Nick Offerman: American Ham                  | Sig selv                       | Også executive producer |
| 2014 | The Lego Movie                               | Metalbeard                     | Stemmerolle             |
| 2014 | Ernest & Celestine                           | George                         | Stemmerolle             |
| 2014 | Date and Switch                              | Terry                          |                         |
| 2014 | The Gunfighter                               | Fortæller                      | Stemmerolle; kortfilm   |
| 2014 | 22 Jump Street                               | Deputy Chief Hardy             |                         |
| 2014 | Believe Me                                   | Sean                           |                         |
| 2015 | A Walk in the Woods                          | REI Dave                       |                         |
| 2015 | Me and Earl and the Dying Girl               | Victor Gaines                  |                         |
| 2015 | Knight of Cups                               | Scott                          |                         |
| 2015 | Danny Collins                                | Guy DeLoach                    |                         |
| 2015 | Welcome to Happiness                         | Moses                          |                         |
| 2015 | Hotel Transylvania 2                         | Mike Loughran                  | Stemmerolle             |
| 2016 | Ice Age: Collision Course                    | Gavin                          | Stemmerolle             |
| 2016 | Sing                                         | Norman                         | Stemmerolle             |
| 2016 | The Founder                                  | Richard McDonald               |                         |
| 2017 | Gunter Babysits                              | Norman                         | Stemmerolle; kortfilm   |
| 2017 | The House of Tomorrow                        | Alan Whitcomb                  | Også executive producer |
| 2017 | The Little Hours                             | Lord Bruno                     |                         |
| 2017 | The Hero                                     | Jeremy                         |                         |
| 2017 | My Life as a Courgette                       | Raymond                        | Stemmerolle             |
| 2017 | Infinity Baby                                | Neo                            |                         |
| 2018 | Nostalgia                                    | Henry Greer                    |                         |
| 2018 | Hearts Beat Loud                             | Francis James "Frank" Fisher   |                         |
| 2018 | Bad Times at the El Royale                   | Felix O'Kelly                  |                         |
| 2018 | White Fang                                   | Marshal Weeden Scott           | Stemmerolle             |
| 2019 | The Lego Movie 2: The Second Part            | MetalBeard                     | Stemmerolle             |
| 2019 | Frances Ferguson                             | Fortæller                      | Stemmerolle             |
| 2019 | Lucy in the Sky                              | Will Plimpton                  |                         |
| 2020 | Have a Good Trip: Adventures in Psychedelics | Sig selv                       |                         |
| 2020 | Sacred Cow                                   | Fortæller                      | Stemmerolle             |
| 2021 | Trollhunters: Rise of the Titans             | Varvatos Vex                   | Stemmerolle             |
| 2021 | Sing 2                                       | Norman                         | Stemmerolle             |

### Tv
| År              | Titel                              | Rolle                                   | Noter                                                             |
| --------------- | ---------------------------------- | --------------------------------------- | ----------------------------------------------------------------- |
| 1997            | ER                                 | Rog                                     | Afsnit: "Ambush"                                                  |
| 1998            | Arliss                             | Packers Fan                             | Afsnit: "Fans First"                                              |
| 1998            | Profiler                           | Bobby                                   | Afsnit: "Double Vision"                                           |
| 1998            | KaBlam!                            | Colonel Kudzu                           | 2 afsnit                                                          |
| 1999            | The West Wing                      | Jerry                                   | Afsnit: "The Crackpots and These Women"                           |
| 2001            | Will & Grace                       | Nick the Plumber                        | Afsnit: "Moveable Feast"                                          |
| 2002            | The Practice                       | Charles Rossi                           | Afsnit: "Manifest Necessity"                                      |
| 2003            | Good Morning Miami                 | Police Officer                          | Afsnit: "About a Ploy"                                            |
| 2003            | 24                                 | Marcus                                  | 3 afsnit                                                          |
| 2003            | The King of Queens                 | The Man                                 | Afsnit: "Thanks, Man"                                             |
| 2001–2003       | NYPD Blue                          | Steven Debrees / Billy                  | 2 afsnit                                                          |
| 2003–2004       | George Lopez                       | Randy                                   | 8 afsnit                                                          |
| 2004            | Deadwood                           | Tom Mason                               | Afsnit: "Deep Water"                                              |
| 2005            | Life on a Stick                    | Greg                                    | Afsnit: "The Gods of TV"                                          |
| 2005            | Monk                               | Jack Whitman                            | Afsnit: "Mr. Monk and the Election"                               |
| 2003–2005       | Gilmore Girls                      | Beau Belleville                         | 2 afsnit                                                          |
| 2006            | CSI: NY                            | Joe Green                               | Afsnit: "Cool Hunter"                                             |
| 2006            | 3 lbs                              | Dr. Coffey                              | Afsnit: "Lost for Words"                                          |
| 2007            | American Body Shop                 | Rob                                     | 10 afsnit                                                         |
| 2008–2015       | Childrens Hospital                 | Chance Briggs                           | 14 afsnit                                                         |
| 2009–2015, 2020 | Parks and Recreation               | Ron Swanson                             | 125 afsnit Forfatter (1 afsnit) Instruktør (2 afsnit)             |
| 2012–2019       | Bob's Burgers                      | Cooper / Pete / Clem Clements (stemmer) | 3 afsnit                                                          |
| 2012            | The Cleveland Show                 | Harris Grundle (stemme)                 | Afsnit: "Tis the Cleveland to Be Sorry"                           |
| 2013            | Conan                              | Ron Burgundy                            | Afsnit: "Occupy Conan: When Outsourcing Goes Too Far"             |
| 2013            | Out There                          | Doug (stemme)                           | Afsnit: "Viking Days"                                             |
| 2013            | Drunk History                      | Johnny Cool                             | Afsnit: "Boston"                                                  |
| 2013–2015       | Axe Cop                            | Axe Cop (stemme)                        | 22 afsnit; også executive producer                                |
| 2014            | Comedy Bang! Bang!                 | Sig selv                                | Afsnit: "Nick Offerman Wears a Green Flannel Shirt & Brown Boots" |
| 2014            | Kroll Show                         | Vanya                                   | Afsnit: "Krolling Around with Nick Klown"                         |
| 2014–2015       | Gravity Falls                      | Agent Powers (stemme)                   | 4 afsnit                                                          |
| 2014, 2021      | The Simpsons                       | Captain Joseph Bowditch (voice)         | 2 afsnit                                                          |
| 2014            | Sofia the First                    | Whiskers (stemme)                       | Afsnit: "Winter's Gift"                                           |
| 2014–2015       | Last Week Tonight with John Oliver | Gæsteoptræden                           | 2 afsnit                                                          |
| 2015            | Fargo                              | Karl Weathers                           | 5 afsnit                                                          |
| 2015            | The Muppets                        | Sig selv                                | Afsnit: "Bear Left Then Bear Write"                               |
| 2015            | You, Me and the Apocalypse         | Buddy                                   | Afsnit: "Still Stuff Worth Fighting For"                          |
| 2015            | Brooklyn Nine-Nine                 | Frederick                               | Afsnit: "Ava"                                                     |
| 2016            | Life in Pieces                     | Spencer                                 | Afsnit: "Annulled Roommate Pill Shower"                           |
| 2016            | Son of Zorn                        | Dr. Klorpnis (stemme)                   | 2 afsnit                                                          |
| 2017            | Comrade Detective                  | Captain Covaci (stemme)                 | 5 afsnit                                                          |
| 2017            | Curb Your Enthusiasm               | Cody Goodger                            | Afsnit: "Fatwa!"                                                  |
| 2018            | Will & Grace                       | Jackson Boudreaux                       | Afsnit: "Friends and Lover"                                       |
| 2018–present    | Making It                          | Sig selv (vært)                         | 22 afsnit                                                         |
| 2018–2019       | 3Below: Tales of Arcadia           | Commander Varvatos Vex (stemme)         | 26 afsnit                                                         |
| 2019            | Good Omens                         | Thaddeus Dowling                        | 2 afsnit                                                          |
| 2020            | The Good Place                     | Nick Offerman                           | Afsnit: "Whenever You're Ready"                                   |
| 2020            | Devs                               | Forest                                  | Miniserie; 8 afsnit                                               |
| 2021            | The Great North                    | Beef Tobin (stemme)                     | Fast rolle                                                        |
| 2021            | History of Swear Words             | Sig selv                                | 5 afsnit                                                          |
| 2021            | Duncanville                        | Zeb (stemme)                            | Afsnit: "Das Banana Boot"                                         |
| 2021            | Colin in Black & White             | Rick Kaepernick                         |                                                                   |
| TBA             | Pam & Tommy                        | Uncle Miltie                            | Kommende miniserie                                                |
| TBA             | A League of Their Own              | Dove Porter                             | Fast rolle                                                        |

### Teater
| År   | Titel                   | Rolle           | Teater                             |
| ---- | ----------------------- | --------------- | ---------------------------------- |
| 2015 | A Confederacy of Dunces | Ignatius Reilly | Huntington Theatre Company, Boston |

### Computerspil
| År   | Titel           | Stemmerolle   |
| ---- | --------------- | ------------- |
| 1994 | Club Dead       | Lewis Scudder |
| 2015 | Lego Dimensions | MetalBeard    |

### Forlystelsesparksattraktioner
| År   | Titel                                | Rolle               | Noter |
| ---- | ------------------------------------ | ------------------- | ----- |
| 2016 | The Lego Movie: 4D - A New Adventure | MetalBeard (stemme) |       |

## Priser og nomineringer
| År   | Pris                                  | Kategori                                                                                  | Arbejde              | Resultat  |
| ---- | ------------------------------------- | ----------------------------------------------------------------------------------------- | -------------------- | --------- |
| 2010 | Television Critics Association Awards | Individual Achievement in Comedy                                                          | Parks and Recreation | Nomineret |
| 2010 | Gold Derby Awards                     | Comedy Supporting Actor                                                                   | Parks and Recreation | Nomineret |
| 2011 | Gold Derby Awards                     | Comedy Supporting Actor                                                                   | Parks and Recreation | Nomineret |
| 2011 | Critics' Choice Television Awards     | Best Supporting Actor in a Comedy Series                                                  | Parks and Recreation | Nomineret |
| 2011 | Television Critics Association Awards | Individual Achievement in Comedy delt med Ty Burrell (Modern Family)                      | Parks and Recreation | Vundet    |
| 2012 | Television Critics Association Awards | Comedy Supporting Actor                                                                   | Parks and Recreation | Nomineret |
| 2012 | Peabody Awards                        | delt med Michael Schur, Amy Poehler og Audrey Plaza                                       | Parks and Recreation | Nomineret |
| 2012 | Critics' Choice Television Awards     | Best Supporting Actor in a Comedy Series                                                  | Parks and Recreation | Nomineret |
| 2013 | Writers Guild of America              | Comedy Series delt med castet                                                             | Parks and Recreation | Nomineret |
| 2013 | Midwest Independent Film Festiva      | Best Male Actor                                                                           | The Kings of Summer  | Nomineret |
| 2013 | Gold Derby Awards                     | Comedy Supporting Actor                                                                   | Parks and Recreation | Nomineret |
| 2014 | Gold Derby Awards                     | Comedy Supporting Actor                                                                   | Parks and Recreation | Nomineret |
| 2015 | Gold Derby Awards                     | Comedy Supporting Actor                                                                   | Parks and Recreation | Nomineret |
| 2015 | Behind the Voice Actors Awards        | Best Vocal Ensemble in a Feature Film delt med castet                                     | The Lego Movie       | Nomineret |
| 2015 | Behind the Voice Actors Awards        | Best Vocal Ensemble in a Feature Film - People's Choice delt med castet                   | The Lego Movie       | Vundet    |
| 2015 | International Online Cinema Awards    | Best Supporting Actor in a Comedy Series                                                  | Parks and Recreation | Nomineret |
| 2016 | Critics' Choice Television Awards     | Best Supporting Actor in a Movie Made for Television or Limited Series                    | Fargo                | Nomineret |
| 2017 | AARP Movies for Grownups Awards       | Best Buddy Picture delt med John Carroll Lynch                                            | The Founder          | Nomineret |
| 2018 | Online Film & Television Association  | Best Guest Actor in a Comedy Series                                                       | Will & Grace         | Nomineret |
| 2019 | Online Film & Television Association  | Best Individual Host or Panelist in a Reality or Non-Fiction Program delt med Amy Poehler | Making It            | Nomineret |
| 2019 | Gold Derby Awards                     | Comedy Supporting Actor of the Decade kom på andenpladsen                                 | Parks and Recreation | Nomineret |
| 2019 | Gold Derby Awards                     | Reality Host of the Decade delt med Amy Poehler                                           | Making It            | Nomineret |
| 2019 | Gold Derby Awards                     | Reality Host delt med Amy Poehler                                                         | Making It            | Nomineret |
| 2019 | Primetime Emmy Awards                 | Outstanding Host for a Reality or Reality-Competition Program delt med Amy Poehler        | Making It            | Nomineret |
| 2020 | Primetime Emmy Awards                 | Outstanding Host for a Reality or Reality-Competition Program delt med Amy Poehler        | Making It            | nomineret |
| 2020 | Gold Derby Awards                     | Reality Host delt med Amy Poehler                                                         | Making It            | nomineret |
| 2020 | Online Film & Television Association  | Best Individual Host or Panelist in a Reality or Non-Fiction Program delt med Amy Poehler | Making It            | Nomineret |